# 小和田車站
35°12′36″N 137°50′10″E / 35.209883°N 137.836103°E
小和田車站（日语：／ Kowada eki */?）是由東海旅客鐵道（JR東海）所經營的鐵路車站，位於靜岡縣濱松市天龍區水窪町。本站是JR東海飯田線沿線的無人車站，屬於JR東海東海鐵道事業本部的直轄範圍內，並由中部天龍車站負責管理。

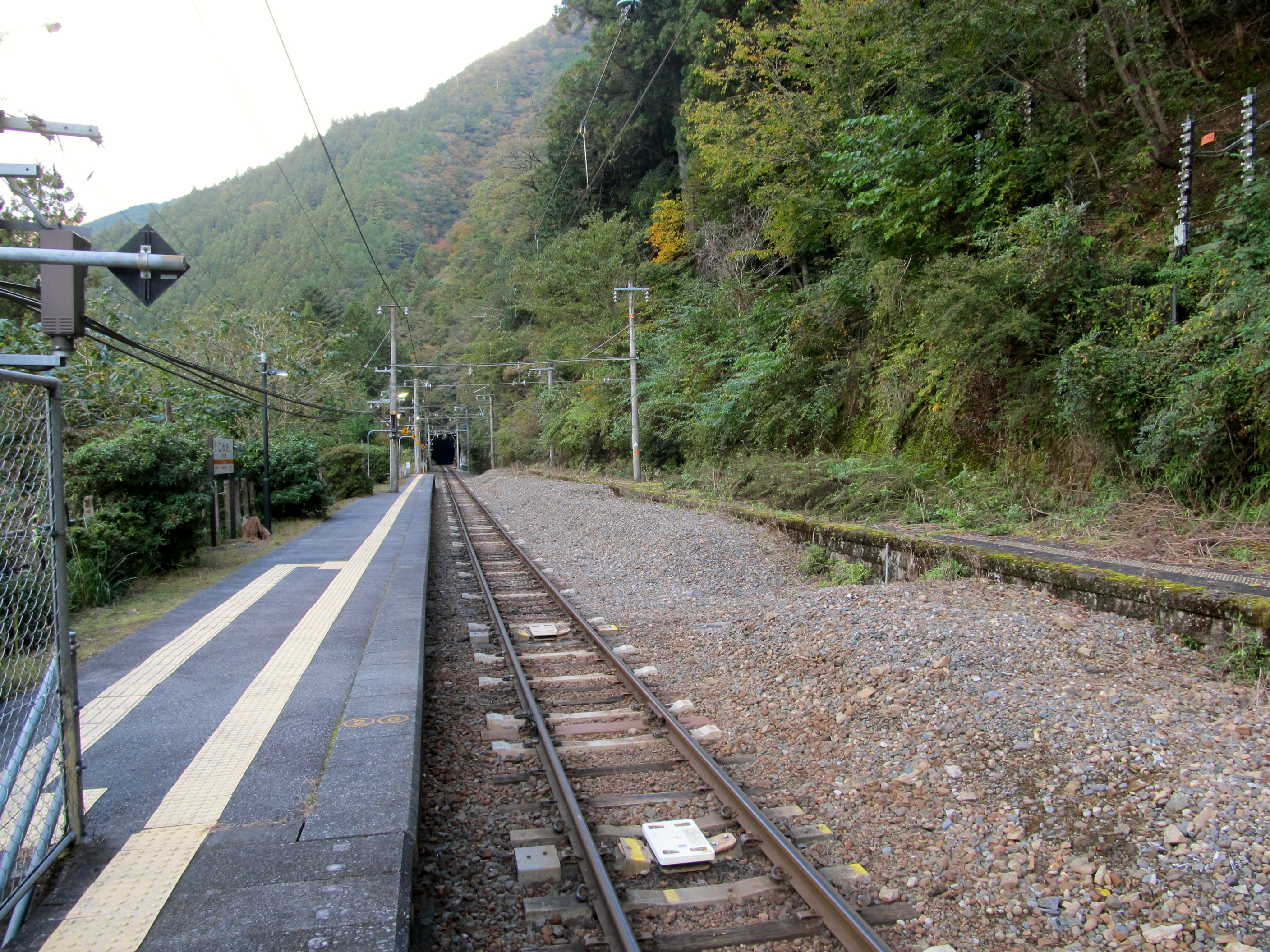
月台（2022年10月）

## 簡介
本站是飯田線在靜岡縣內的車站中位置最北的一站，緊鄰在愛知縣、靜岡縣與長野縣三縣的交界點旁。本站在佐久間大壩設置之前原本隔著天龍川與對岸的富山村（已併入愛知縣豐根村）聚落相隔，中間並有橋樑相連。但配合水壩的建設進行聚落的遷置，道路也中斷，使得本站變成一個附近幾乎沒有人煙、也沒有道路通行的孤立車站，唯一的進出只能依靠飯田線上行駛的列車，因而被許多日本鐵道迷歸類為「秘境車站」之一。平時在此站的上下車的乘客，除了負責巡邏的警察和電錶抄表維護、車站清掃的工作人員外，以前來進行秘境車站探訪的鐵道迷為主。
2008年前，本站为擁有2面2线侧式站台的可列车交互站，並透過站前平交道联结。2008年，上行站台和上行待避线拆除，平交道同步废止，在现站台南边的白色钢制栏杆封住。至今仍可跨过铁路看到待避线和站台的空间和遗迹。
1993年，當時為皇太子的德仁親王與小和田雅子結婚，由於此站站名與雅子妃婚前姓氏寫法相同（發音不同）。車站所在地水窪町因此曾徵求結婚的新人在車站前空地舉行結婚典禮。

## 相鄰車站
東海旅客鐵道
 飯田線
■快速
通過
■普通
大嵐－小和田－中井侍